# Hennerton Backwater
Das Hennerton Backwater ist ein Nebenarm der Themse. Der Arm zweigt an einer unbenannten Insel (engl. =nameless eyot) an der Willow Marina nördlich des Ortes Wargrave vom Fluss ab und fließt in nördlicher Richtung bis zu seiner Wiedervereinigung mit dem Fluss südlich des Marsh Lock.